# Fitsinjovana Bakaro
Fitsinjovana Bakaro é uma comuna de Madagascar, pertencente ao distrito de Andramasina, na região de Analamanga. Sua população, segundo o censo de 2001, era de 10 043 habitantes.